# 전기통신설비 공동구축 고객지원센터
과학기술정보통신부는 자원의 효율적인 활용을 통해 방송통신사업자들의 중복투자를 방지하고자 공동구축 제도*를 운영하고 있으며, 실제 현장에서 제도가 실효성 있게 운영될 수 있도록
전기통신설비 공동구축 고객지원센터를 2019년 3월부터 한국통신사업자연합회**에 설치 운영하고 있다.
*공동구축 제도 : 전기통신설비의 공동구축을 위한 협의회 구성 /운영  및 전담기관 지정 등에 관한 고시 (’18. 07. 01),

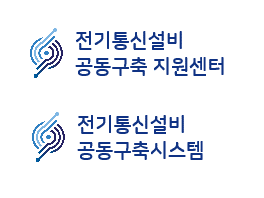
전기통신설비 공동구축 로고이다.

**한국통신사업자연합회 (KTOA)

## 목적
- 각 개별 사업자로 분산 접수된 시공사의 통신설비 인입신청을 고객지원센터로 단일화
- 신규건축물 구축 시 모든 사업자들의 통신설비가 적기에 공동구축되어 건물 입주자 및 이용자의 선택권 보장

## 주요업무
- 공동구축관리시스템*** 운영과 사업자간 인입관로 공동구축 협의 지원 및 시공사 등을 대상으로 신축 건물로 연결되는 통신인입관로 공사신청을 접수

***공동구축관리시스템은 사업자를 대상으로 공동구축 협의대상 (지역, 설비 등) 정보공유, 공사일정 공유, 참여여부 관리, 공동구축 실적 등 현장업무에 최적화된 기능 및 서비스 제공